# Grenada United Labour Party
Grenada United Labour Party är ett politiskt parti på Grenada. Det är ett arbetarparti med band till självständighetsrörelsen, bildat 1950. 